# Trichoderma racemosum
Trichoderma racemosum är en svampart som beskrevs av McAlpine 1902. Trichoderma racemosum ingår i släktet Trichoderma och familjen Hypocreaceae.   Inga underarter finns listade i Catalogue of Life.